# Hallenmasters Winterthur 2013
Die Hallenmasters 2013 war die achte Austragung der Hallenmasters in Winterthur. Gewonnen wurde das von rund 2'500 Zuschauern besuchte Turnier vom FC Thun, der sich mit dem kleinsten Kader im Finale gegen den FC Luzern nach Penaltyschiessen mit 6:5 durchsetzen konnte.

## Männer

### Teilnehmer
- FC Luzern (Super League)
- FC Thun (Super League)
- FC Vaduz (Challenge League)
- FC Winterthur (Challenge League)
- FC Wil (Challenge League)
- Grasshopper Club Zürich (Super League)

### Gruppe A
|           | Ergebnis |         |
| --------- | -------- | ------- |
| FC Luzern | 10:7     | FC Wil  |
| FC Thun   | 5:1      | FC Wil  |
| FC Luzern | 5:4      | FC Thun |

### Gruppe B
|               | Ergebnis |                         |
| ------------- | -------- | ----------------------- |
| FC Vaduz      | 9:4      | FC Winterthur           |
| FC Vaduz      | 5:1      | Grasshopper Club Zürich |
| FC Winterthur | 2:1      | Grasshopper Club Zürich |

### Halbfinale
|           | Ergebnis |               |
| --------- | -------- | ------------- |
| FC Luzern | 5:2      | FC Winterthur |
| FC Thun   | 3:2      | FC Vaduz      |

### Finale
|         | Ergebnis  |           |
| ------- | --------- | --------- |
| FC Thun | 6:5 n. P. | FC Luzern |

### Spiel um Platz 3
|               | Ergebnis |          |
| ------------- | -------- | -------- |
| FC Winterthur | 6:3      | FC Vaduz |

### Spiel um Platz 5
|        | Ergebnis |                         |
| ------ | -------- | ----------------------- |
| FC Wil | 4:2      | Grasshopper Club Zürich |

## Übrige Turniere
- Das Regionalmasters-Finale konnte sich zum zweiten Mal die U21-Mannschaft des FC Winterthur mit einem 1:0-Finalsieg gegen den FC Töss sichern.
- Das Seniormasters wurde zum wiederholten Mal vom Team Puls Sport gewonnen, gewann die Mannschaft mit 1:0 gegen Phönix Seen.
- Die Juniorenmasters wurden diesmal je ein Turnier der C- und D-Junioren ausgetragen. Bei den C-Junioren setzte sich der SC Veltheim gegen den Phönix Seen mit einem Resultat von rekordverdächtigen Resultat von 17:16 durch und bei den D-Junioren gewann der FC Winterthur mit 2:1 gegen den SC Veltheim.